# Alfred E. Vallette
Alfred E. Vallette (* 25. August 1860 in Jussy bei Genf; † 23. August 1941) war ein Schweizer Ingenieur, Bauunternehmer und Mitbegründer der Wartmann & Vallette Cie in Brugg.

## Leben
Alfred E. Vallette, als Sohn eines Pfarrers in Jussy geboren, besuchte von 1880 bis 1885 das Eidgenössische Polytechnikum in Zürich. Anschliessend war er zwei Jahre lang als Bauleiter beim Bau des Kraftwerks Coulouvrenière in Genf tätig und danach drei Jahre als Ingenieur bei der Baufirma Probst, Chappuis & Wolf in Bern.
Von 1890 bis 1899 leitete er das Brückenbaubüro der Nordostbahn in Zürich. In dieser Zeit entstanden unter anderem die Rechtsufrige Zürichseebahn von Zürich über Meilen nach Rapperswil mit der neuen Limmatbrücke beim Bahnhof Zürich Letten und die Eisenbahnbrücke über den Rhein bei Eglisau.
1899 gründete Alfred E. Vallette zusammen mit Rudolf Wartmann-Füchslin die Kollektivgesellschaft Wartmann & Vallette Cie. in Brugg. Das auf grosse Stahlbauten spezialisierte Unternehmen konnte anspruchsvolle Projekte in der ganzen Schweiz ausführen, so die Aarebrücke bei Brugg 1903, die Montblanc-Brücke in Genf, den Baltschiederviadukt der Lötschbergbahn und mehrere grosse Bahnhofdächer der SBB.
Von 1907 bis 1914 führte die Firma auch eine Zweigniederlassung in Genf, um die Aufträge in der Westschweiz, so für die Ateliers de Sécheron und beim Bau des Bahnhofs Genf-Cornavin 1929, ausführen zu können.
Vallette gehörte dem Unternehmen bis 1931 an.